# Грищенкова, Алла Владимировна
А́лла Влади́мировна Грищенко́ва (27 августа 1961, г. Челябинск-50, Челябинская область) — советская спортсменка (плавание баттерфляем), призёр Олимпийских игр.

## Спортивная карьера
Четырёхкратная чемпионка СССР по плаванию: 1978, 1979 годов на дистанции 100 и 200 метров баттерфляем. Участница чемпионата Европы по плаванию 1977, 100 метров баттерфляем — 22 место. Участница чемпионата мира по плаванию 1978 года.
Наивысшего достижения Алла Грищенкова добилась на Олимпийских играх в Москве в 1980 году, став бронзовым призёром в комбинированной эстафете 4×100 м. В личных соревнованиях она заняла 8 место на дистанции 200 м баттерфляем.